# Algoma (ancienne circonscription fédérale)
Pour les articles homonymes, voir Algoma.
Algoma (aussi connue sous le nom de Algoma—Manitoulin) fut une circonscription électorale fédérale de l'Ontario, représentée de 1867 à 1904 et de 1968 à 2004.
C'est l'Acte de l'Amérique du Nord britannique de 1867 qui créa le district électoral d'Algoma. Abolie en 1903, la circonscription fut redistribuée parmi Algoma-Est et Algoma-Ouest.
La circonscription d'Algoma réapparut en 1966 à partir d'Algoma-Est et d'Algoma-Ouest. Renommée Algoma—Manitoulin en 1997, elle fut abolie en 2003 elle fut redistribuée parmi Algoma—Manitoulin—Kapuskasing, Nickel Belt et Sault Ste. Marie.

## Géographie
En 1882, la circonscription de Nipissing comprenait:
- L'ensemble du territoire entre le comté de Thunder Bay et la frontière interprovinciale avec le Manitoba

En 1966, la circonscription d'Algoma comprenait:
- Les parties nord et nord-ouest de Sault-Sainte-Marie,
- L'île Manitoulin
- La pointe sud-ouest du district de Sudbury

## Députés
1867 - 1904
1. 1867-1871 — Wemyss Mackenzie Simpson, CON
2. 1871-1872 — Frederick William Cumberland, CON
3. 1872-1874 — John Beverley Robinson, CON
4. 1874-1878 — Edward Borron, PLC
5. 1878-1891 — Simon James Dawson, CON
6. 1891-1896 — George H. MacDonell, CON
7. 1896-1904 — Albert Edward Dyment, PLC

1968 - 2004
1. 1968-1993 — Maurice Foster, PLC
2. 1993-2004 — Brent St. Denis, PLC

- CON = Parti conservateur du Canada (ancien)
- PC = Parti progressiste-conservateur
- PLC = Parti libéral du Canada